# Groupe des Neuf

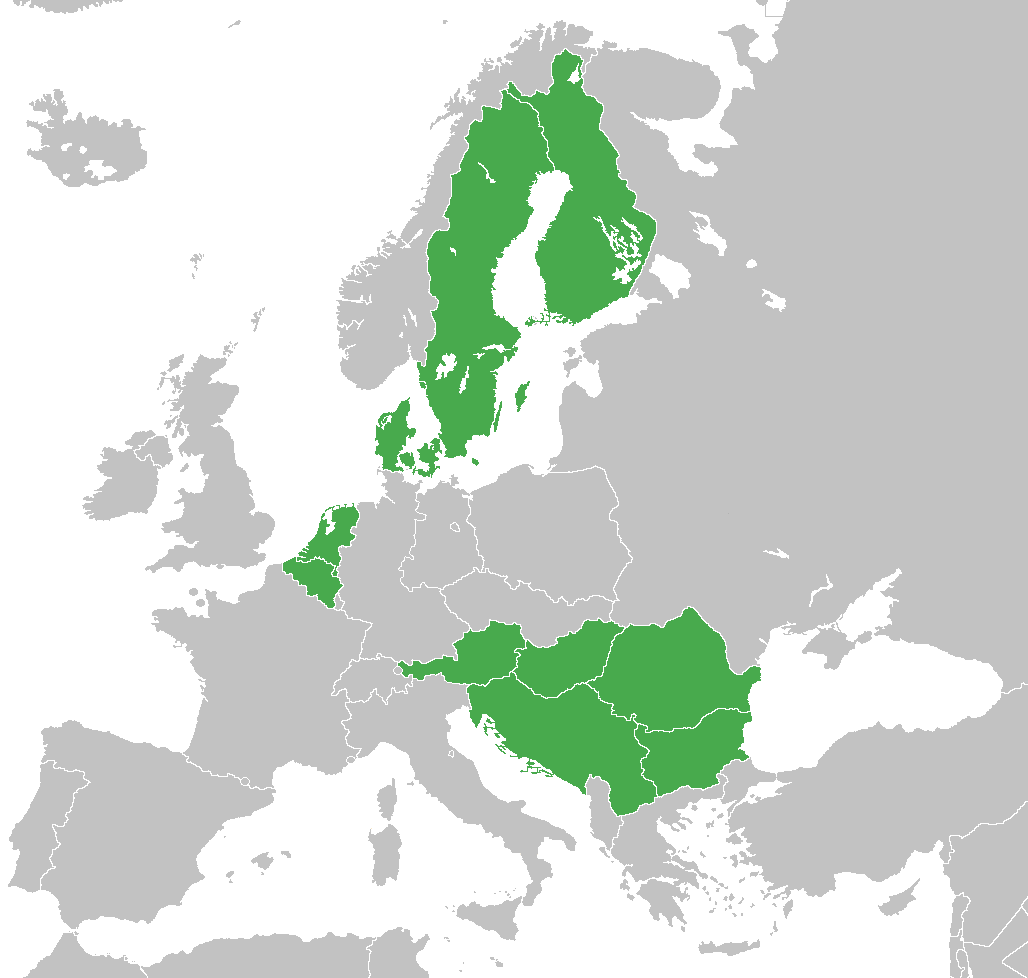
Les États membres du G9 (puis G10).

Le Groupe des Neuf (G9) était une alliance d'États européens se réunissant occasionnellement pour discuter de questions d'intérêt paneuropéen mutuel. L'alliance est formée en 1965, lorsque les neuf pays présentent une étude de cas aux Nations unies. Les membres du G9 coparrainent la résolution 2129 promouvant la coopération Est-Ouest en Europe, adoptée à l'unanimité par l'Assemblée générale des Nations unies en décembre 1965,. Par la suite, le G9 devient le Groupe des Dix lorsque les Pays-Bas le rejoignent par décision parlementaire en 1967,,. Après l'invasion de la Tchécoslovaquie en 1968, le groupe tenta de concilier ses divergences lors d'une réunion tenue aux Nations unies en octobre 1969, mais échoua et se dissolut par la suite,. Tous les États membres du G10, à l'exception de la Yougoslavie dissoute, font désormais partie de l'Union européenne.

## États membres
Autriche

 Belgique

 Bulgarie 

 Danemark

 Finlande

 Hongrie

 Pays-Bas

 Roumanie

 Suède

 République fédérative socialiste de Yougoslavie,